# Плавание на летней Универсиаде 1959 (мужчины)
На первой летней Универсиаде в Турине (Италия) мужчины разыграли 8 комплектов наград. Наибольшее количество медалей завоевали итальянцы — 7 (4 золотых, 1 серебряную, 2 бронзовых).
Пловцы Советского Союза два раза поднимались на высшую ступень пьедестала почёта. Игорь Лужковский стал двукратным чемпионом Универсиады, выиграв финальные заплывы на 100 и 400 метров вольным стилем. Всего мужская сборная СССР завоевала в плавательном бассейне Турина 4 награда различного достоинства.

## Победители и призёры
| Дисциплина                             | Золото                       | Серебро                  | Бронза                        |
| -------------------------------------- | ---------------------------- | ------------------------ | ----------------------------- |
| 100 м вольным стилем                   | Игорь Лужковский (СССР)      | Анджей Саламон (Польша)  | Паоло Пуччи (Италии)          |
| 400 м вольным стилем                   | Игорь Лужковский (СССР)      | Линг (ГДР)               | Марио Лиотти (Италии)         |
| 1500 м вольным стилем                  | Кадар (Венгрия)              | Штрассер (ФРГ)           | Хосе Коссио (Испания)         |
| 100 м на спине                         | Гильберто Эльза (Италия)     | Георгий Кувалдин (СССР)  | Миховил Дорчич (Югославия)    |
| 200 м брассом                          | Ханс-Йоахим Трёгер (ФРГ)     | Роберто Ладзари (Италия) | Анджей Клопотовский (Польша)  |
| 200 м баттерфляем                      | Федерико Деннерлеин (Италия) | Григорий Киселёв (СССР)  | Павел Паздирек (Чехословакия) |
| Эстафета 4×200 м вольным стилем        | Италия                       | Венгрия                  | ФРГ                           |
| Эстафета 4×100 м комплексным плаванием | Италия                       | Чехословакия             | ФРГ                           |

## Ссылка
- Результаты турнира по плаванию летней Универсиады 1959 на сайте sports123.com Архивная копия от 18 мая 2011 на Wayback Machine (англ.)